# Arculfia trago
Arculfia trago är en kräftdjursart som beskrevs av Barnard 1961. Arculfia trago ingår i släktet Arculfia och familjen Pardaliscidae. Inga underarter finns listade i Catalogue of Life.